# Буй, Йозеф
Йозеф Буй (16 мая 1934, Антверпен — 28 февраля 2016, там же) — бельгийский шахматист, международный мастер (1973), гроссмейстер ИКЧФ (1975). По профессии химик.
Четырёхкратный чемпион Бельгии (1959, 1964, 1965 и 1971).
В составе сборной Бельгии участник восьми шахматных олимпиад (1956, 1962, 1966—1974, 1988).
Согласно профилю на сайте ФИДЕ, на момент смерти Й. Буй не входил в число активных бельгийских шахматистов, имел рейтинг 2280 пунктов и занимал 57-ю позицию в национальном рейтинг-листе.

## Изменения рейтинга
| Графики недоступны из-за технических проблем. См. информацию на Фабрикаторе и на mediawiki.org. |